# 二十一烷
二十一烷（英語：heneicosane）是含有21個碳原子的直鏈烷烴，化學式為C21H44或CH3(CH2)19CH3，外觀為無色蠟狀固體，化學性質相當安定。其衍生物二十一烷酸(CH3(CH2)19COOH)可做為製備脂肪酸的原料。

## 燃燒反應
二十一烷可於高溫環境中燃燒:
C21H44 + 32O2 → 21CO2 + 22H2O